# Chrysiptera
Chrysiptera (Synonym Glyphidodontops Bleeker, 1877) ist eine Gattung indopazifischer Riffbarsche (Pomacentridae). Sie leben auf dem Riffdach und den Außenzonen der Korallenriffe und in Lagunen. Verbreitungsschwerpunkt sind die Küstengewässer Indonesiens und der Philippinen sowie das Rote Meer.

## Merkmale
Chrysiptera-Arten sind relativ kleine Riffbarsche, die in den meisten Fällen eine Standardlänge von weniger als 7 cm erreichen. Die größte Art, Chrysiptera biocellata, wird maximal 12,5 cm lang. Die Standardlänge beträgt bei den meisten Arten das 2,1 bis 2,7fache der Körperhöhe. Chrysiptera-Arten sind oft auffallend bunt gefärbt. Die Kiefer sind mit zwei Zahnreihen besetzt. Die Ränder von Präoperculum und die Augenringknochen (Suborbitalia) sind in der Regel glatt.
Die Gattung ist nur ungenügend diagnostiziert und bedarf einer Revision, wobei sie wahrscheinlich in mehrere Gattungen aufgeteilt wird.

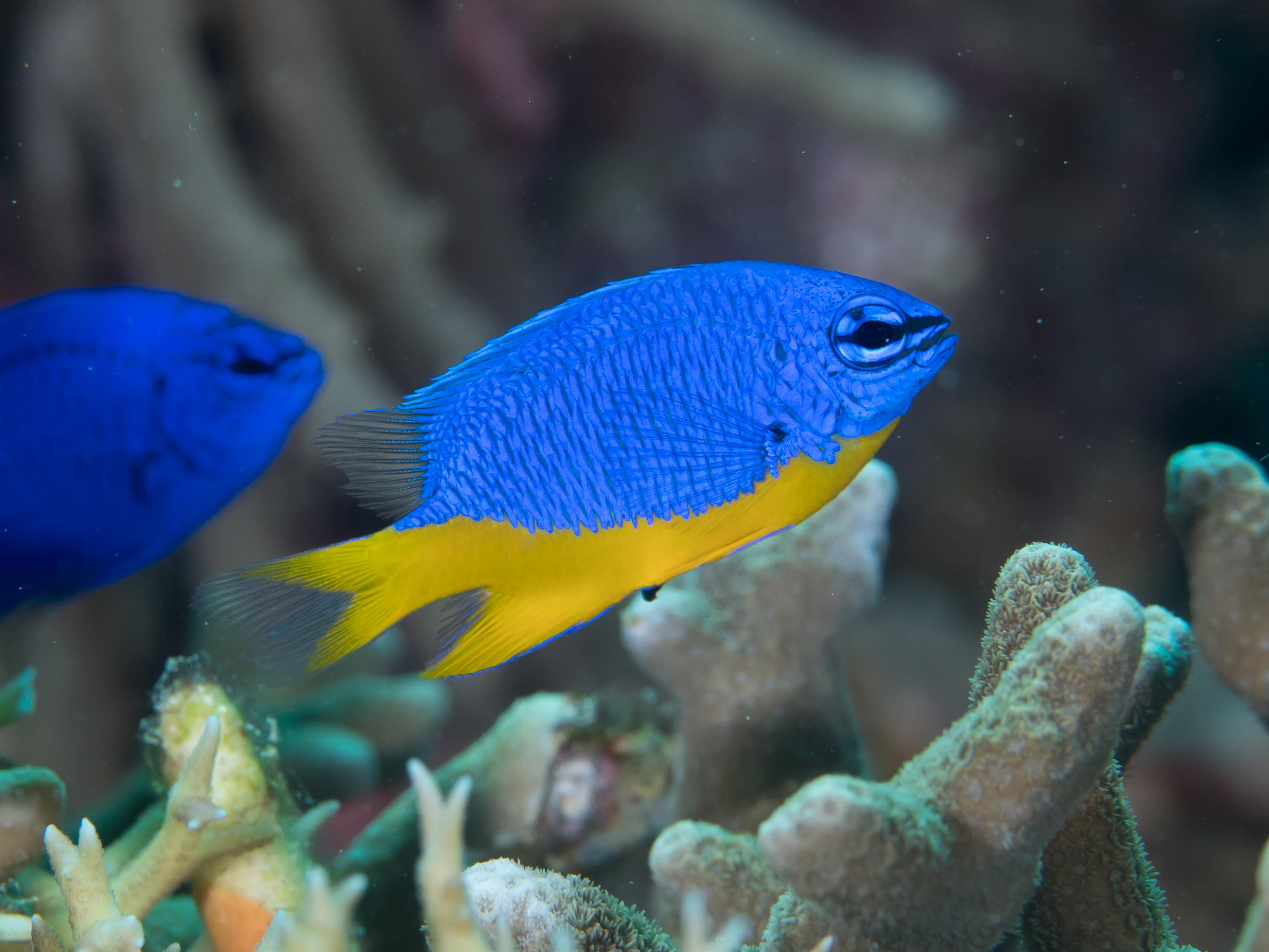
Chrysiptera hemicyanea

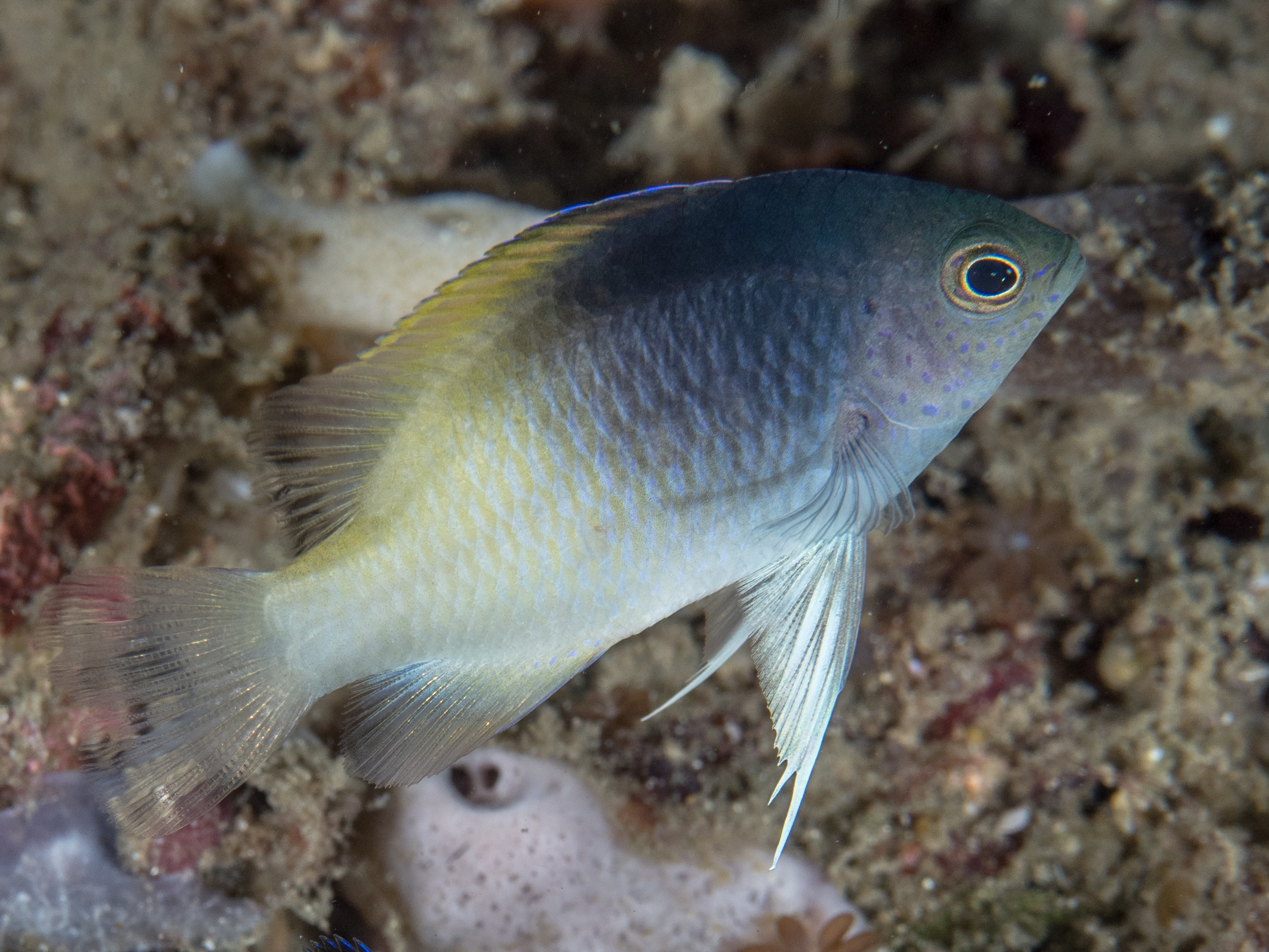
Chrysiptera rollandi

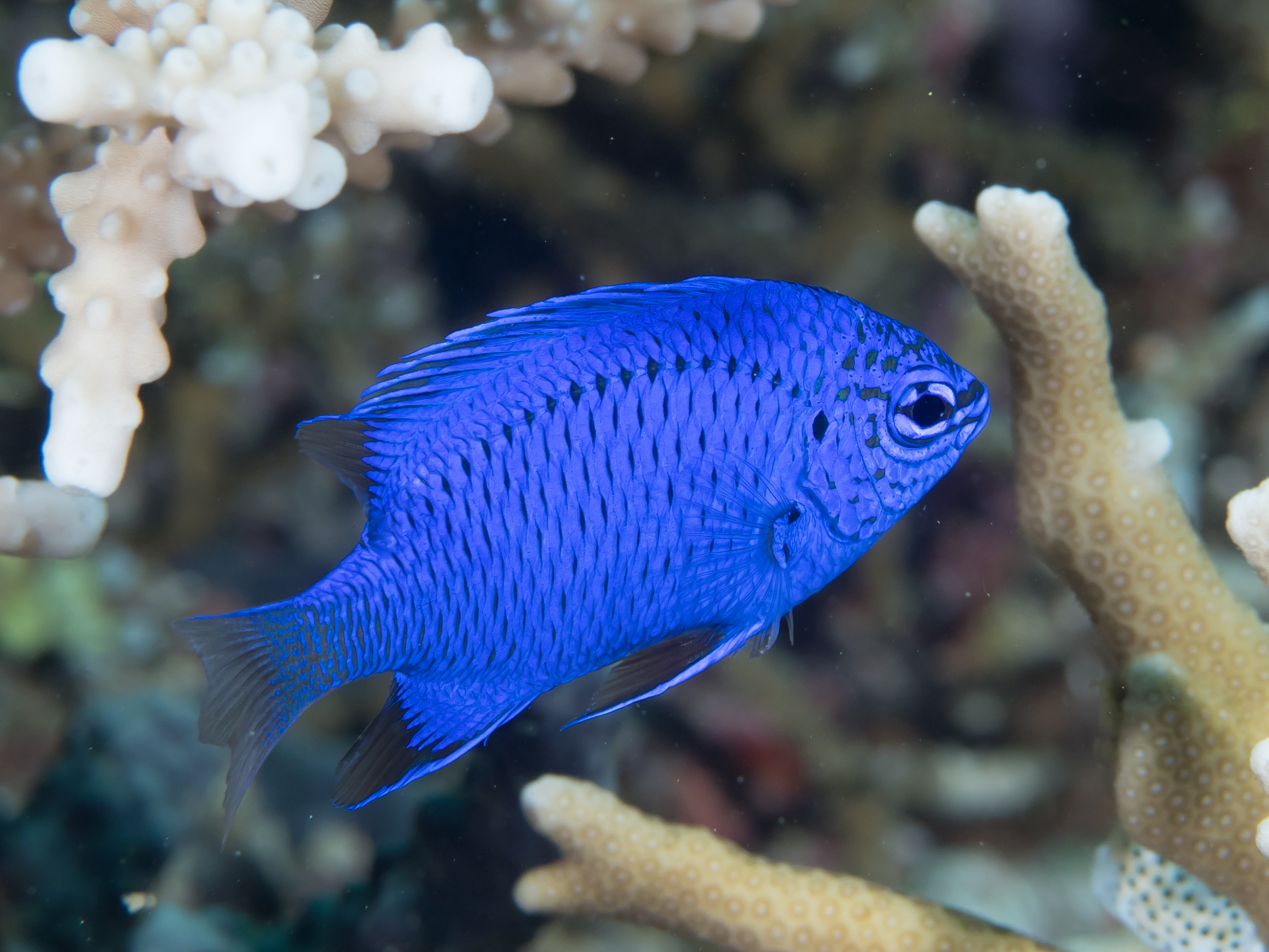
Chrysiptera springeri

## Systematik
Die Gattung Chrysiptera wurde 1839 durch den englischen Naturforscher William Swainson als Untergattung von Glyphisodon (jetzt eine Synonym von Abudefduf) eingeführt. Fishbase listet im Juni 2021 36 Arten innerhalb der Gattung. Chrysiptera ist aber nicht monophyletisch, sondern besteht aus mindestens drei Kladen mit unterschiedlicher Stellung innerhalb der Riffbarschunterfamilie Pomacentrinae.
Chrysiptera sensu stricto, die Klade um die Typusart Chrysiptera cyanea
- Chrysiptera arnazae Allen, Erdmann & Barber, 2010
- Chrysiptera burtjonesi Allen et al., 2017
- Chrysiptera caesifrons Allen et al., 2015
- Chrysiptera chrysocephala Manica, Pilcher & Oakley, 2002
- Saphir-Demoiselle (Chrysiptera cyanea (Quoy & Gaimard, 1825))
- Chrysiptera cymatilis Allen, 1999
- Chrysiptera ellenae Allen et al., 2015
- Chrysiptera giti Allen & Erdmann, 2008
- Azur-Demoiselle (Chrysiptera hemicyanea (Weber, 1913))
- Chrysiptera maurineae Allen et al., 2015
- Chrysiptera oxycephala (Bleeker, 1877)
- Chrysiptera papuensis Allen et al., 2015
- Gelbschwanz-Demoiselle (Chrysiptera parasema (Fowler, 1918))
- Prices Riffbarsch (Chrysiptera pricei Allen & Adrim, 1992)
- Rex-Demoiselle (Chrysiptera rex (Snyder, 1909))
- Rollands Riffbarsch (Chrysiptera rollandi (Whitley, 1961))
- Chrysiptera sinclairi Allen, 1987
- Springers Demoiselle (Chrysiptera springeri (Allen & Lubbock, 1976))
- Talbots Demoiselle (Chrysiptera talboti (Allen, 1975))
- Chrysiptera taupou (Jordan & Seale, 1906)
- Traceys Demoiselle (Chrysiptera traceyi (Woods & Schultz, 1960))
- Chrysiptera uswanasi Allen, Erdmann & Cahyani, 2018

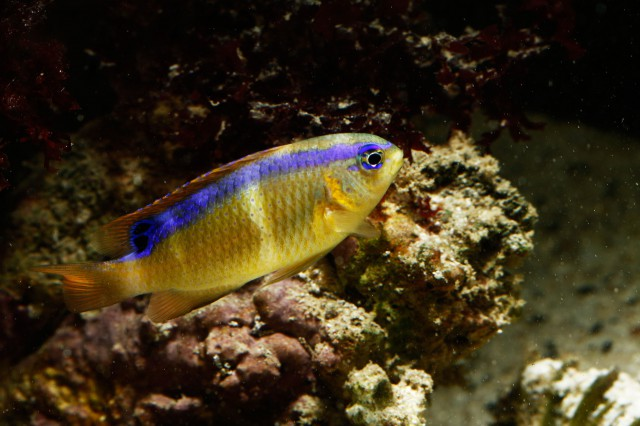
„Chrysiptera“ brownriggii

eine Gruppe herbivorer „Chrysiptera“-Arten die „Algenfarmen“ pflegen
- Chrysiptera biocellata (Quoy & Gaimard, 1825)
- Wellen-Demoiselle (Chrysiptera brownriggii (Bennett, 1828))
- Chrysiptera glauca (Cuvier, 1830)
- Chrysiptera leucopoma (Cuvier 1830)
- Einfleck-Demoiselle (Chrysiptera unimaculata (Cuvier, 1830))

ein Klade südpazifischer „Chrysiptera“-Arten
- Zitronengelbe Demoiselle (Chrysiptera galba (Allen & Randall, 1974))
- Chrysiptera notialis (Allen, 1975)
- Osterinsel-Riffbarsch (Chrysiptera rapanui (Greenfield & Hensley, 1970))
- Starcks Riffbarsch (Chrysiptera starcki (Allen, 1973))

isolierte Art
- Chrysiptera flavipinnis (Allen & Robertson, 1974)

unsichere Stellung

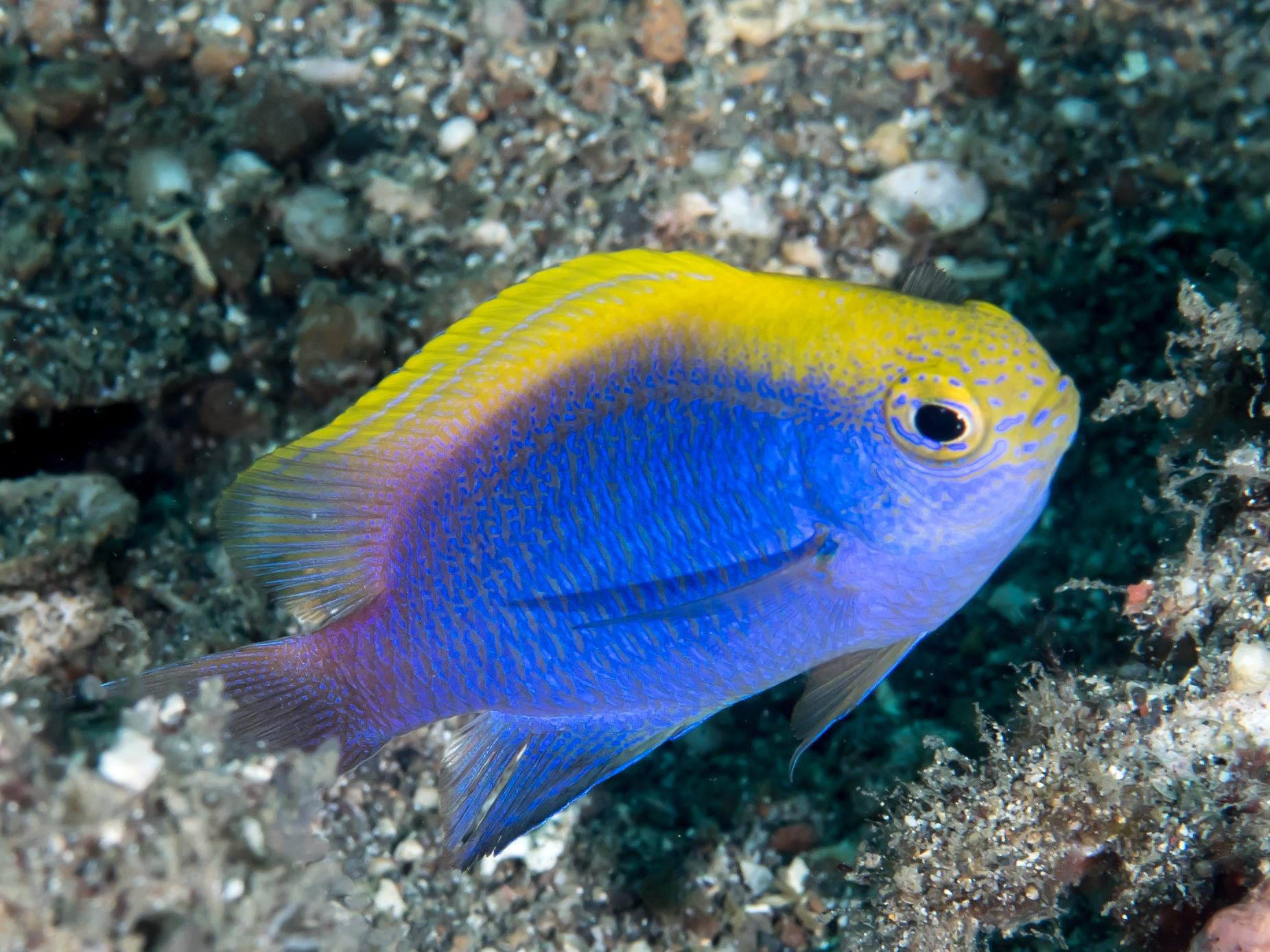
„Chrysiptera“ bleekeri

- Chrysiptera albata Allen & Bailey, 2002
- Chrysiptera bleekeri (Fowler & Bean, 1928)
- Chrysiptera caeruleolineata (Allen, 1973)
- Chrysiptera niger (Allen, 1975)
- Sheila's Riffbarsch (Chrysiptera sheila Randall, 1994)

Drei weitere, schwarz-weiß gezeichnete Riffbarscharten, die ursprünglich zu Chrysiptera gezählt wurden, wurden Mitte 2021 der Gattung Amblypomacentrus zugeordnet. Dies sind Amblypomacentrus annulata, Amblypomacentrus kuiteri und Amblypomacentrus tricincta.